# Alaejos
Alaejos és un municipi de la província de Valladolid, a la comunitat autònoma de Castella i Lleó.